# Dysphaea
Dysphaea is een geslacht van libellen (Odonata) uit de familie van de Euphaeidae (Oriëntjuffers).

## Soorten
Dysphaea omvat 6 soorten:
- Dysphaea basitincta Martin, 1904
- Dysphaea dimidiata Selys, 1853
- Dysphaea ethela Fraser, 1924
- Dysphaea gloriosa Fraser, 1938
- Dysphaea lugens Selys, 1873
- Dysphaea walli Fraser, 1927